# Odaiba
Pour l’article ayant un titre homophone, voir Daïba.
Odaiba (お台場, o-daiba), parfois appelé Daiba, est une grande île artificielle située dans la baie de Tokyo au Japon. Daiba en japonais signifie forteresse, en référence aux batteries de canons positionnées sur les îles. Administrativement, Odaiba appartient aux arrondissements de Minato et de Kōtō.
Celle-ci possède des hôtels, des commerces, des musées, des bureaux dont ceux de Fuji TV conçus par Kenzō Tange, une plage (la baignade n'y est pas autorisée), une grande roue, des sources d'eaux chaudes et des parcs.

## Histoire

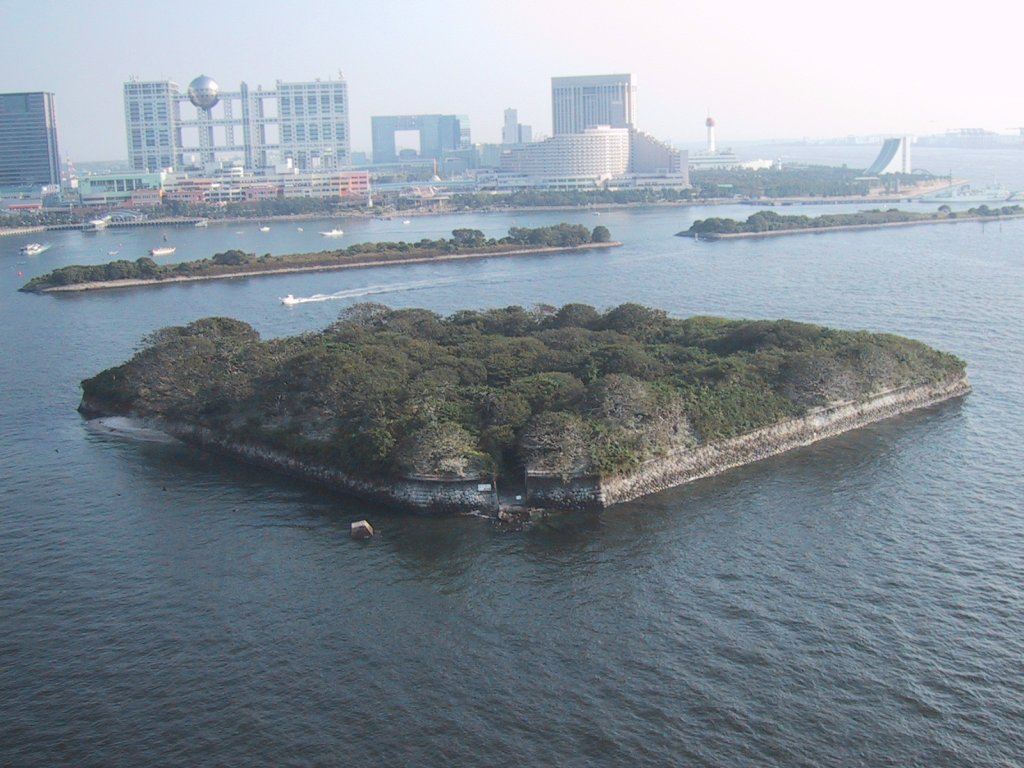
Dai-Roku Daiba ou « batterie n° 6 », une des batteries de canon originales de l'ère Edo, vue du Rainbow Bridge de Tokyo. La partie développée d'Odaiba est à l'arrière-plan.

Construite par ordre de Ieyoshi Tokugawa, Odaiba a été terminée en 1853. Il s'agit d'une série de six forteresses destinées à protéger Tokyo d'éventuelles attaques maritimes après la forte impression de la visite de la flotte du commodore Matthew Perry en 1852.
En 1928, le Dai-San Daiba (第三台場) ou « batterie n° 3 » a été rénové et ouvert au public sous le nom de Parc Metropolitain Daiba, toujours ouvert aujourd'hui.
Le développement moderne d'Odaiba a commencé après le succès de l'exposition universelle de 1985 à Tsukuba et se poursuit à l'occasion des Jeux olympiques d'été de 2020.

## Attractions
- Aquacity
- Fuji TV studios
- Legoland Discovery Centre Tōkyō
- Musée de science maritime
- Musée du Port de Tokyo
- Rainbow Bridge
- Sega Joypolis
- Toyota Mega Web
- Parc marin d'Odaiba

Une nouvelle fontaine de 150 mètres de haut et 250 mètres de large sera située dans le parc marin d'Odaiba en mars 2026. « La fontaine d'Odaiba s'inspire de la nature pour son design, avec sa base en forme de fleur de cerisier. Des jeux d'eau lumineux et musicaux accompagneront ses effets. Le projet coûtera 2,62 milliards de yens. Le gouvernement de Tokyo estime que le spectacle aquatique attirera plus de 2,5 millions de visiteurs par an. En prenant en compte les revenus directs et indirects, cela devrait rapporter 9,8 milliards de yens supplémentaires à la ville ».

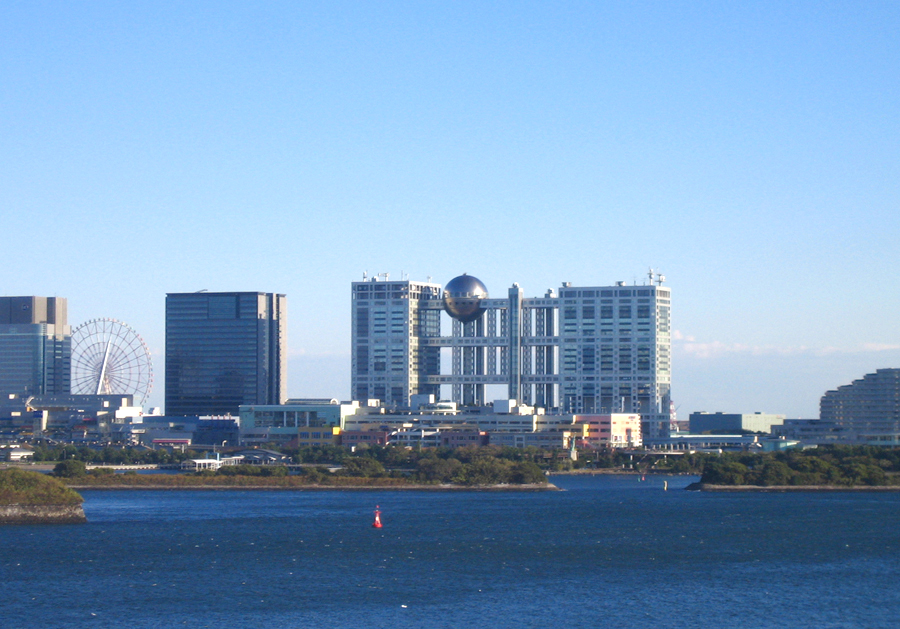
Siège social de Fuji TV.
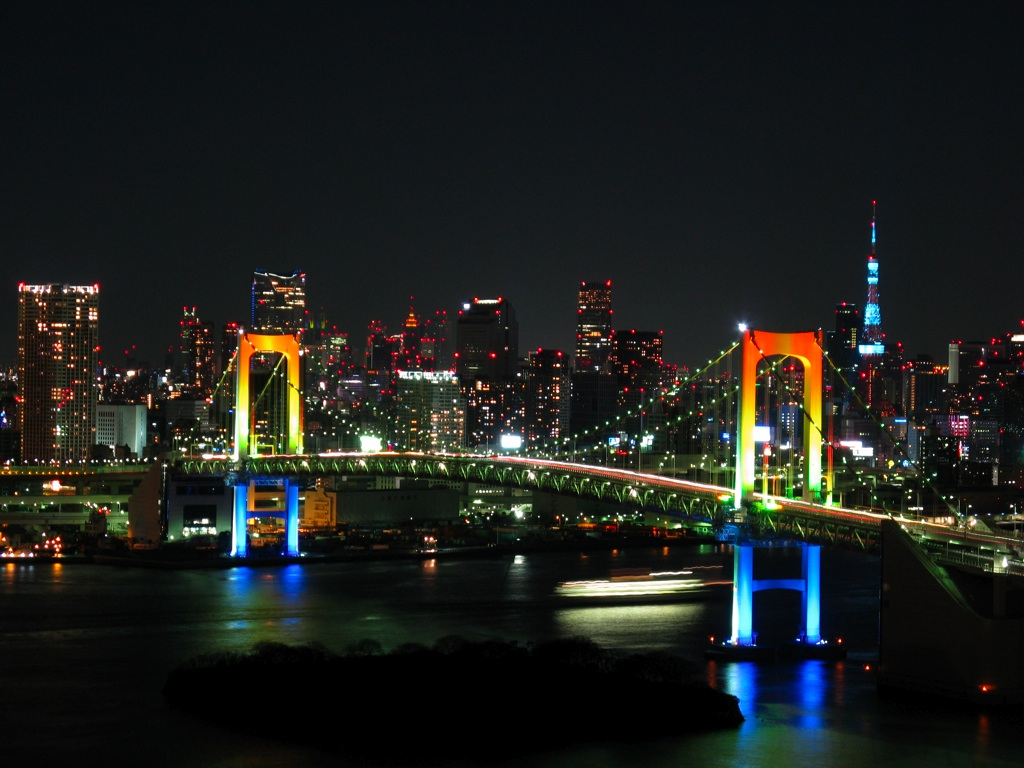
Rainbow Bridge.
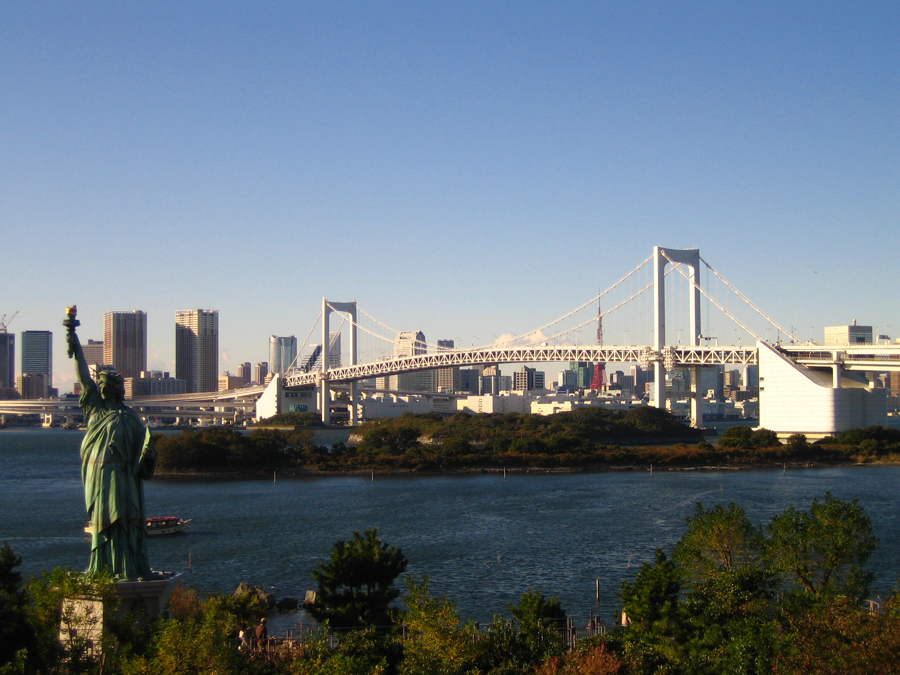
Vue depuis Odaiba sur Tokyo.
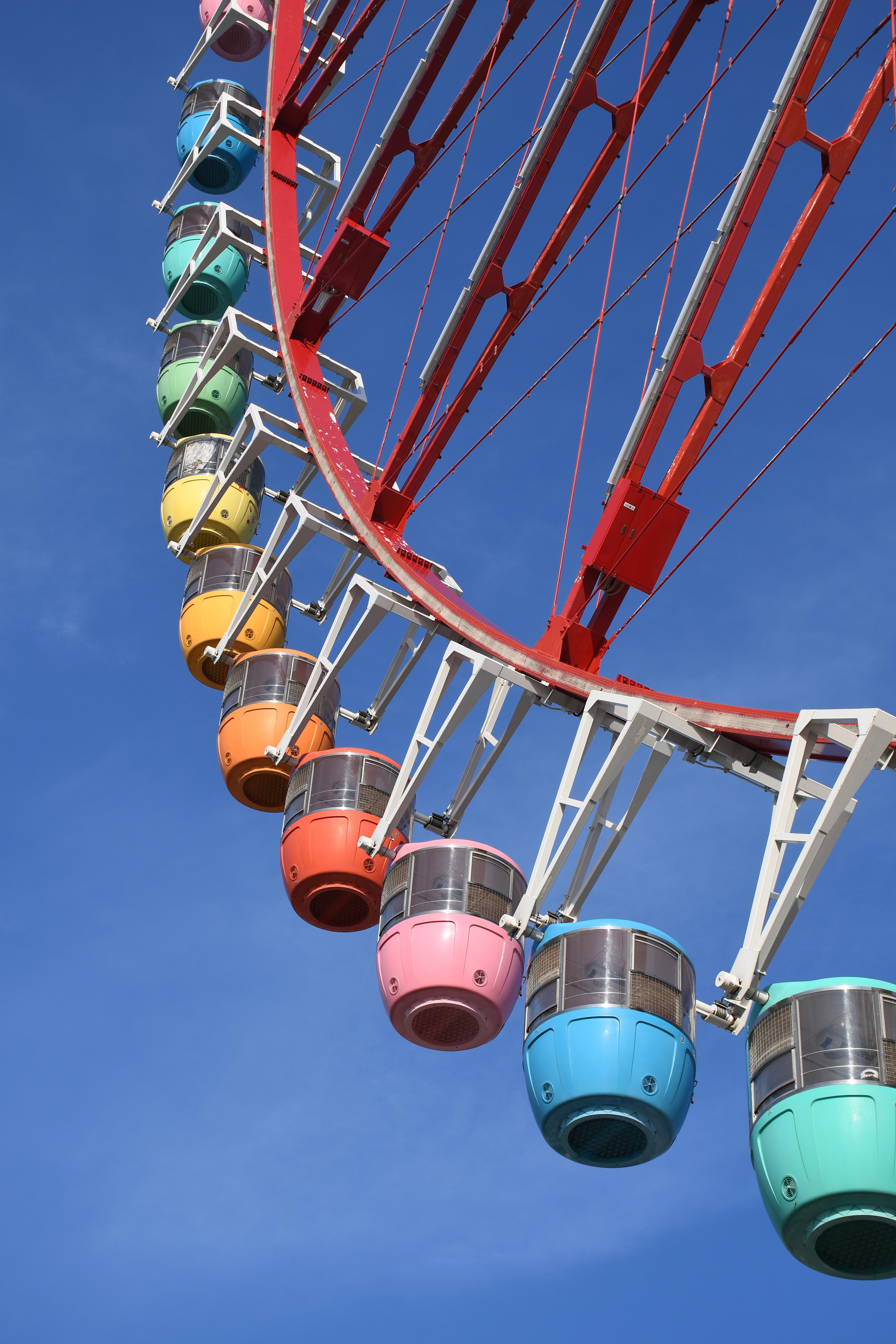
Détail de la grande roue Daikanransha, sur l'île d'Odaiba. Août 2018.

## Transports
L'île est desservie par la ligne de train Rinkai et par le métro automatique Yurikamome.
Plusieurs compagnies de bus desservent Odaiba. On trouve principalement les bus de la Métropole de Tokyo (Toei Bus), mais aussi la compagnie Keikyū Bus, la ligne Odaiba Rainbow Bus (お台場レインボーバス, Odaiba Reinbō Basu) et les navettes gratuites Tokyo Bay Shuttle (東京ベイシャトル, Tōkyō Bei Shatoru).
L'île est aussi desservie par des ferrys.

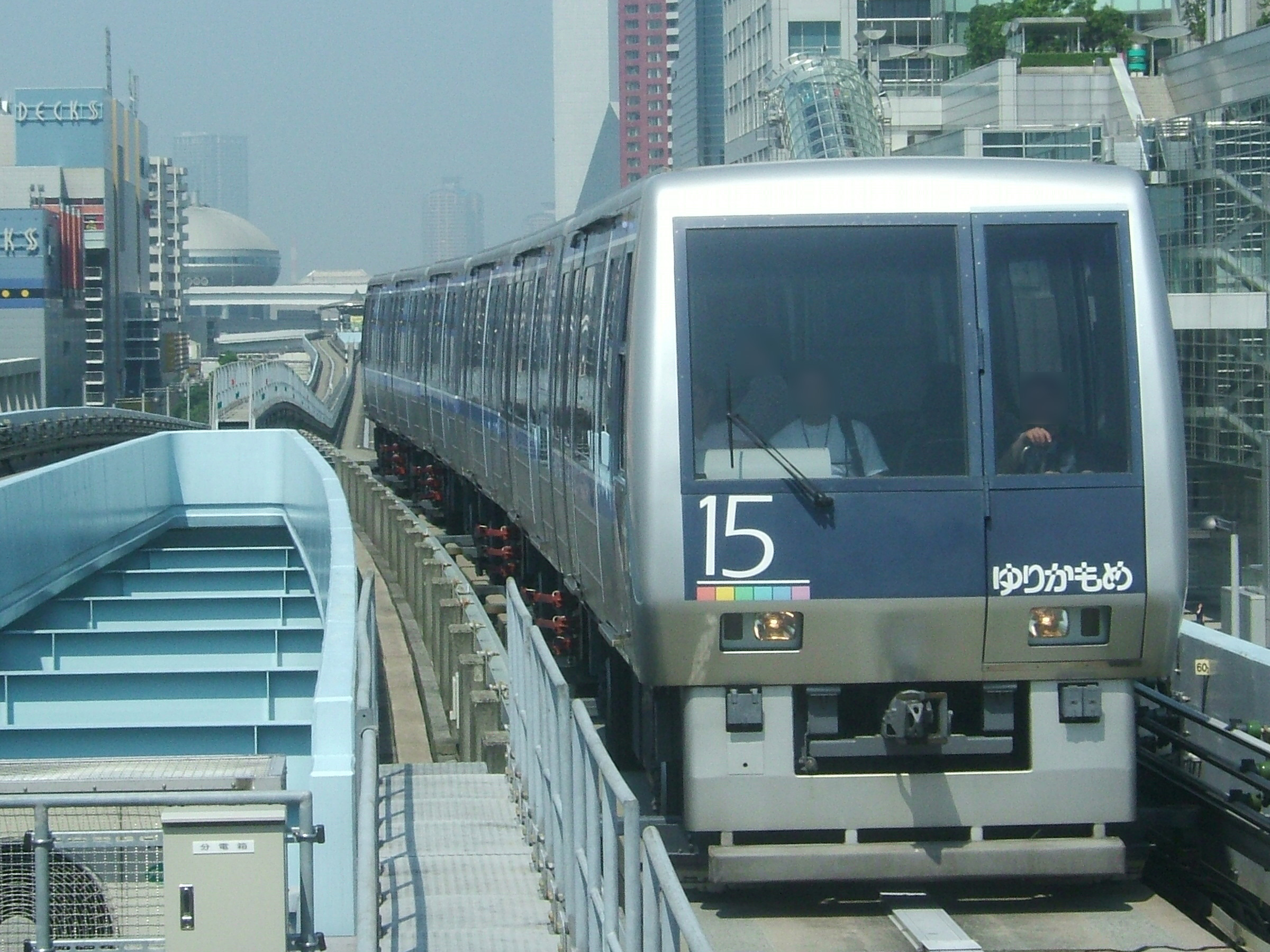
Transport hectométrique Yurikamome.
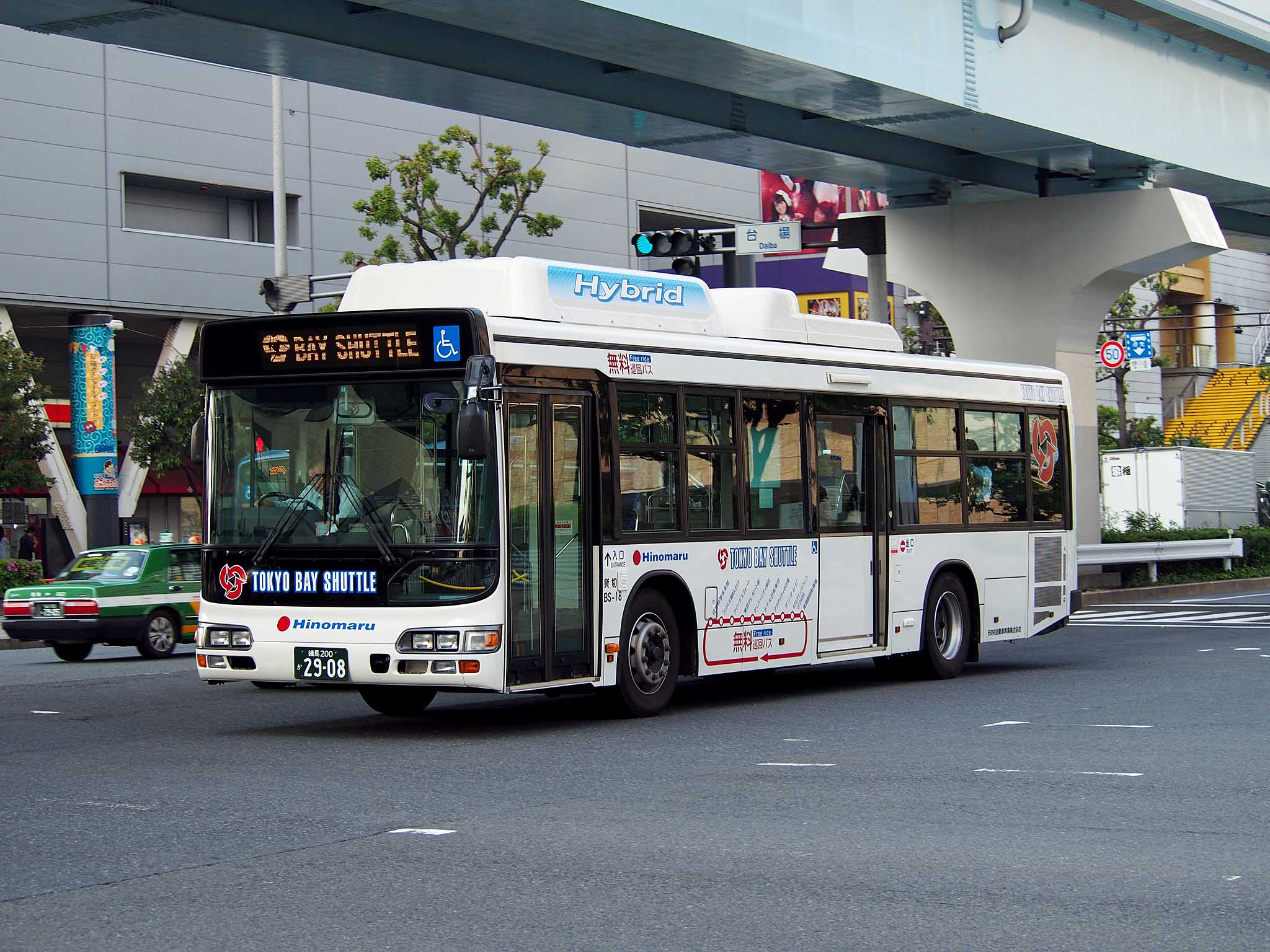
Navette Tokyo Bay Shuttle.